# Saddat al Hindīyah (dammbyggnad i Irak)
Saddat al Hindīyah är en dammbyggnad i Irak.   Den ligger i provinsen Karbala, i den centrala delen av landet, 70 km söder om huvudstaden Bagdad. Saddat al Hindīyah ligger 31 meter över havet.
Terrängen runt Saddat al Hindīyah är mycket platt. Runt Saddat al Hindīyah är det ganska tätbefolkat, med 179 invånare per kvadratkilometer. Närmaste större samhälle är Nāḩīyat Saddat al Hindīyah, 1,2 km öster om Saddat al Hindīyah. Trakten runt Saddat al Hindīyah består till största delen av jordbruksmark.

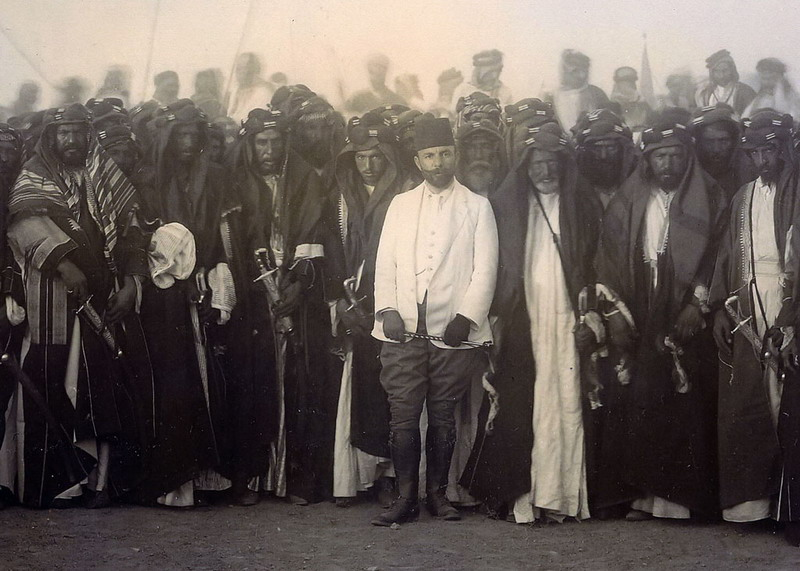
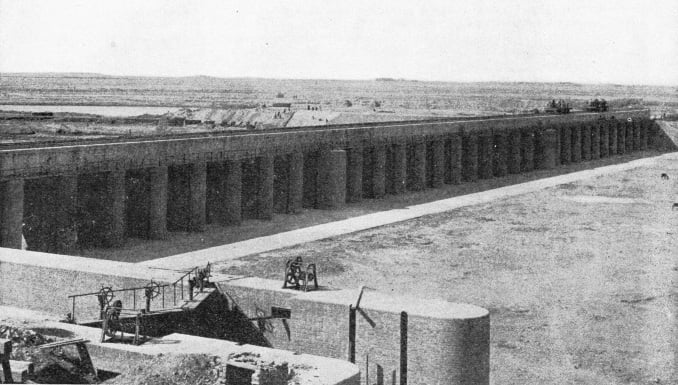
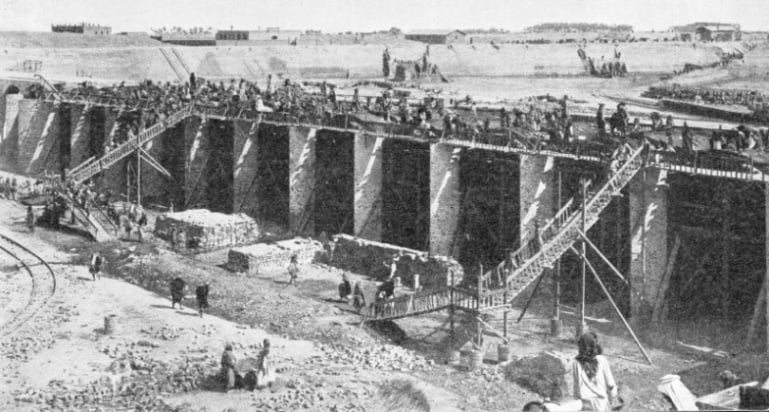
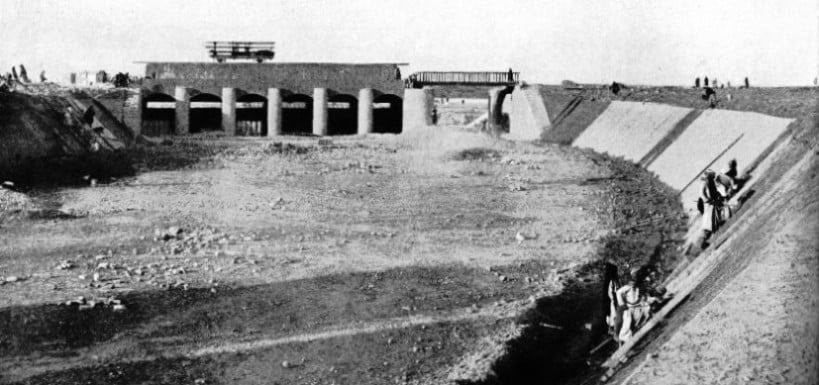